# Plaga (powieść)
Plaga (ang. Plague) – thriller Grahama Mastertona wydany w 1977 roku. W Polsce opublikowany również pod tytułem Zaraza.
Powieść dzieli się na dwie części: Epidemię i Śmierć. Opowiada o nagłym pojawieniu się w Ameryce śmiertelnej choroby, która dziesiątkuje tysiące istnień. Jak się okazuje jest nią zmutowana odmiana dżumy, mająca swe źródło w nieczystościach, które dotarły do brzegów Miami. W przeciągu kilku tygodni zaraza zbiera swe żniwo na całym wschodnim wybrzeżu. Wybawieniem okazuje się Manhattan, jednak i tam pojawiają się pierwsze zgony. Główny bohater, doktor Petrie, jest jednym z trojga ludzi, którym udało się dotrzeć do Nowego Jorku. Czeka go tam jednak jeszcze większe zaskoczenie, niż w spalonym Miami.

## Opis fabuły
Akcja powieści rozpoczyna się w Miami, gdzie do szpitala trafia chłopiec z nieznanymi do tej pory objawami choroby. Lekarze są zdziwieni nowym przypadkiem, jednak jeszcze tego samego dnia pojawiają się ludzie z podobnymi zachowaniami. Medycy odkrywają, że przyczyną jest odporna na surowicę zmutowana forma dżumy. Rozpoczyna się coraz większy koszmar. Z godziny na godzinę zaraża się wielu ludzi, a karetki nie nadążają ze zwożeniem chorych. Wkrótce szpital pokryty jest ciałami, a na łoża trafiają zainfekowani lekarze i pielęgniarki. Jak się potem okazuje, przyczyną zarazy jest wypływająca na brzegi plaży w Miami maź o brzydkim zapachu i każdy kto miał kontakt z wodą, umierał. Dziennikarze nie informowali mieszkańców miasta o poziomie choroby, gdyż współpracowali z władzami, chcąc zachować spokój. Kiedy jednak sytuacja staje się beznadziejna – na ulicach leżą setki ciał, następują kradzieże i gwałty, rząd postanawia odciąć miasto, a potem je spalić. Doktor Petrie znając sytuację, postanawia uciec wraz z córką i ukochaną. Niestety nie odbywa się to bez przemocy, na blokadzie miasta zabija strażników. Dalsza droga była jak wyścig z czasem, wszystko w koło było martwe. Władze widząc rozprzestrzenienie epidemii, blokują granice całego stanu Floryda. Choroba jednak niszczy wszystkich na swej drodze – całe wschodnie wybrzeże, aż w końcu sięga Manhattanu – rzekomo najbezpieczniejszej części Ameryki. Zaraza dostaje się tam poprzez młodocianego przestępcę, Sharka. W tym samym czasie w Nowym Jorku trwa spór między dwoma bakteriologami. Do jednego z nich, Ivora Glantza, dociera dr Petrie. Nie udaje mu się jednak uwiarygodnić teorii, że zmutowana bakteria dżumy pochodzi z napromieniowania, gdyż Glantz ginie. Cały koszmar kończy się, kiedy do miast wkraczają żądne mięsa i krwi szczury, ponieważ ci, którzy nie umarli z powodu epidemii, zostali zagryzieni.

### Bohaterowie
- Leonard Petrie – lekarz, który w swojej klinice zajmuje się leczeniem starszych ludzi. Ze swoją byłą żoną ma córeczkę Prickles, jego ukochaną jest Adelaide. Przyjaźni się z Antonem Selmerem, z którym często gra w golfa. Jest człowiekiem odpowiedzialnym, konsekwentnym, inteligentnym, darzy dużym uczuciem swe jedyne dziecko. Umiera po wydostaniu się z Concorde Tower, pozostawiając swą córkę na pastwę losu. Przed śmiercią wypowiada słowa do Prickles: "Nigdy nam tego nie wybaczysz".
- Margaret Petrie – była żona Leonarda. Lekarz przestał ją kochać z chwilą, kiedy stała się chciwa, pragnęła sławy; usiłowała zagarnąć cały dobytek męża. Naraża swą córkę, kiedy będąc już zarażoną przebywa z dzieckiem zamknięta w domu. Umiera w szpitalu.
- Prickles – córeczka Petriech. Jest najdłużej żyjącą bohaterką książki. Mało mówi, przez całą ucieczkę przed zarazą nie do końca zdaje sobie sprawę z panującej sytuacji. Kocha ojca, nie ubolewa zbytnio po stracie matki. Najprawdopodobniej uodporniona na zarazę dzięki promieniowaniu emitowanym przez telewizor, który często oglądała.
- Adelaide Murry – ukochana Leonarda. Jest osobą niezdecydowaną, egoistyczną, jednak lekarz darzy ją uczuciem. Ważniejsze jest dla niej życie niż miłość, odznacza się pychą i impulsywnością. Zostaje zgwałcona. Dopiero po tym wydarzeniu związuje się bliżej z Leonardem, czując się bezpiecznie u jego boku. Ginie w Concorde Tower, wewnątrz szybu windy.
- Anton Selmer – przyjaciel Petriego, pracuje w państwowym szpitalu w Miami. Jest to człowiek odpowiedzialny, zaradny, uporczywy, dążący do celu, całkowicie oddany pracy podczas zarazy, sumienny, konsekwentny, rozważny. Mimo zmęczenia i zagrożenia zostaje do końca w swym szpitalu, w którym prawdopodobnie zostaje spalony wraz z całym miastem.
- Ivor Glantz – jeden z najlepszych bakteriologów w Ameryce, zamieszkuje luksusowy apartament Concorde Tower, jest kochankiem swojej pasierbicy, wpływowy człowiek. Zaraza przerywa jego spór z innym profesjonalistą, który wykradł jego patent. Jest to człowiek starszy, impulsywny, roztrzepany. Usiłuje pomóc Petriemu w opracowaniu jego teorii, jednak ginie stratowany podczas natarcia zarażonych osób na apartament.
- Esmeralda – pasierbica i kochanka Ivora. W dowód miłości ojciec kupił jej galerię, inspirowała się sztuką. Piękna i powabna kobieta, uwiodła Leonarda. Podczas natarcia ludzi i szczurów na Concorde Tower, zostaje wraz z innymi w jednym z apartamentów. Nie wiadomo jak potoczyły się jej dalsze losy.
- Herbert Gaines – sławny aktor filmowy, bogacz, mieszkaniec Concorde Tower. Gej, ma kochanka, Nicholasa. Nie zastanawia się nad losem innych, nawet ukochanego. Pod groźbą zabicia Nicholasa, głosił rasistowskie hasła podczas wybuchu epidemii w Nowym Jorku, co doprowadziło do wielu zamieszek na tle rasowym. Ginie zaatakowany przez szczury, usiłując uciec helikopterem.
- Shark McManus – młodociany przestępca i chuligan. Nie interesuje się niczym, na niczym mu nie zależy. Przez niego Edgar trafił do więzienia i to on wywołał epidemię na Manhattanie. Zginął zagryziony przez wygłodniałe szczury.
- Edgar Paston – właściciel sklepu w Elizabeth, impulsywny i rozkojarzony. Kiedy McManus demoluje jego sklep, w akcie desperacji zabija przypadkowo przechodnia. Po ucieczce z więzienia wraz z żoną, dziećmi i McManusem wyjechał na Manhattan. Jego małżonka i potomstwo zginęli w strzelaninie, a on sam po tym, jak został zaatakowany przez czarnoskórych wandali.
- Nicholas – kochanek Herberta.
- Kenneth Garunish – szef Związku Zawodowego Lekarzy i Pielęgniarek. Po wybuchu epidemii rozkazał zaprzestania udzielania pomocy chorym, dopóki pensje jego podwładnych nie zostaną podniesione. Nie wiadomo jak potoczyły się jego losy.